# Alessandro Puccini
Alessandro Puccini (Cascina, 28 de agosto de 1968) é um esgrimista italiano, campeão olímpico.
Alessandro Puccini representou seu país nos Jogos Olímpicos de Verão de 1992 e 1996. Conseguiu a medalha de ouro Florete individual em 1996.